# Deon Grant
Deon D'Marquis Grant (Augusta, 14 marzo 1979) è un ex giocatore di football americano statunitense che ha giocato nel ruolo di safety nella National Football League (NFL). Fu scelto nel corso del secondo giro (57º assoluto) del Draft NFL 2000 dai Carolina Panthers. Al college ha giocato a football all'Università del Tennessee.

## Carriera professionistica

### Carolina Panthers
Grant fu scelto nel corso del secondo giro del Draft 2000 Carolina Panthers. Dopo non essere entrato in campo nella sua stagione da rookie, nelle successive tre annate non saltò nemmeno una gara come titolare, totalizzando nella sua esperienza come Panther 215 tackle, 2 sack, 11 intercetti e 30 passaggi deviati.

### Jacksonville Jaguars
Nella stagione 2004, Deon si trasferì ai Jaguars, franchigia in cui rimase tre stagioni. Durante la sua esperienza in Florida, Grant giocò sempre come titolare facendo registrare 191 tackle, 2,5 sack, 18 passaggi deviati e 7 intercetti.

### Seattle Seahawks
Grant firmò in qualità di free agent coi Seattle Seahawks nel 2007. Fu tagliato il 15 marzo 2010, principalmente a causa delle alte cifre presenti nel suo contratto. Egli terminò la sua esperienza a Seattle con 224 tackle, 8 intercetti e un fumble recuperato.

### New York Giants
Grant firmò coi New York Giants il 1º aprile 2010. Dopo una stagione coi Giants, egli divenne nuovamente un free agent, ma finì col rifirmare coi Giants il 16 agosto 2011 un contratto annuale del valore di 4 milioni di dollari.
Nella stagione 2011, Grant giocò tutte le 16 gare stagionali, 9 delle quali come titolare, totalizzando 64 tackle, 1 sack, 1 intercetto e 9 passaggi deviati. I Giants conclusero la stagione con un record di 9-7, qualificandosi per un soffio ai playoff grazie alla vittoria decisiva sui Cowboys. Nella off-season, essi eliminarono nell'ordine gli Atlanta Falcons, i favoritissimi e campioni in carica Green Bay Packers e nella finale della NFC i San Francisco 49ers. Il 5 febbraio 2012, Deon partì come titolare nel Super Bowl XLVI, vinto contro i New England Patriots 21-17, laureandosi per la prima volta campione NFL. Al termine della stagione, Grant divenne un unrestriced free agent. Si ritirò ufficialmente nel 2013.

## Palmarès
- Super Bowl : 1

New York Giants: Super Bowl XLVI
- National Football Conference Championship: 2

Carolina Panthers: 2003
New York Giants: 2011

## Statistiche
Fonte: NFL.com
|        |                      | Tackle | Tackle | Tackle | Tackle | Tackle | Tackle | Intercetti | Intercetti | Intercetti | Intercetti | Intercetti | Fumble | Fumble |
| Anno   | Squadra              | P      | PT     | Tot    | Sol    | Sack   | Saf    | Int        | Yard       | Media      | Max        | TD         | FF     | FR     |
| ------ | -------------------- | ------ | ------ | ------ | ------ | ------ | ------ | ---------- | ---------- | ---------- | ---------- | ---------- | ------ | ------ |
| 2001   | Carolina Panthers    | 16     | 16     | 71     | 59     | 1.0    | 0      | 5          | 96         | 19.2       | 43         | 0          | 0      | 0      |
| 2002   | Carolina Panthers    | 16     | 16     | 67     | 53     | 0      | 0      | 3          | 16         | 5.3        | 10         | 0          | 1      | 1      |
| 2003   | Carolina Panthers    | 16     | 16     | 77     | 65     | 1.0    | 0      | 3          | 25         | 8.3        | 25         | 0          | 0      | 1      |
| 2004   | Jacksonville Jaguars | 16     | 16     | 65     | 50     | 1.0    | 0      | 2          | 4          | 2.0        | 4          | 0          | 0      | 1      |
| 2005   | Jacksonville Jaguars | 16     | 16     | 66     | 55     | 1.5    | 0      | 3          | 29         | 9.7        | 29         | 0          | 0      | 0      |
| 2006   | Jacksonville Jaguars | 16     | 16     | 60     | 53     | 0      | 0      | 2          | 25         | 12.5       | 24         | 0          | 0      | 0      |
| 2007   | Seattle Seahawks     | 16     | 16     | 77     | 65     | 0      | 0      | 3          | 34         | 11.3.0     | 34         | 0          | 0      | 0      |
| 2008   | Seattle Seahawks     | 16     | 16     | 79     | 62     | 0      | 0      | 2          | 31         | 15.5       | 31         | 0          | 0      | 0      |
| 2009   | Seattle Seahawks     | 16     | 16     | 78     | 60     | 0.0    | 0      | 3          | 7          | 2.3        | 7          | 0          | 1      | 0      |
| Totale |                      | 144    | 144    | 640    | 522    | 4.5    | 0      | 26         | 267        | 10.3       | 43         | 0          | 2      | 3      |